# Michael Freiherr von Ungern-Sternberg

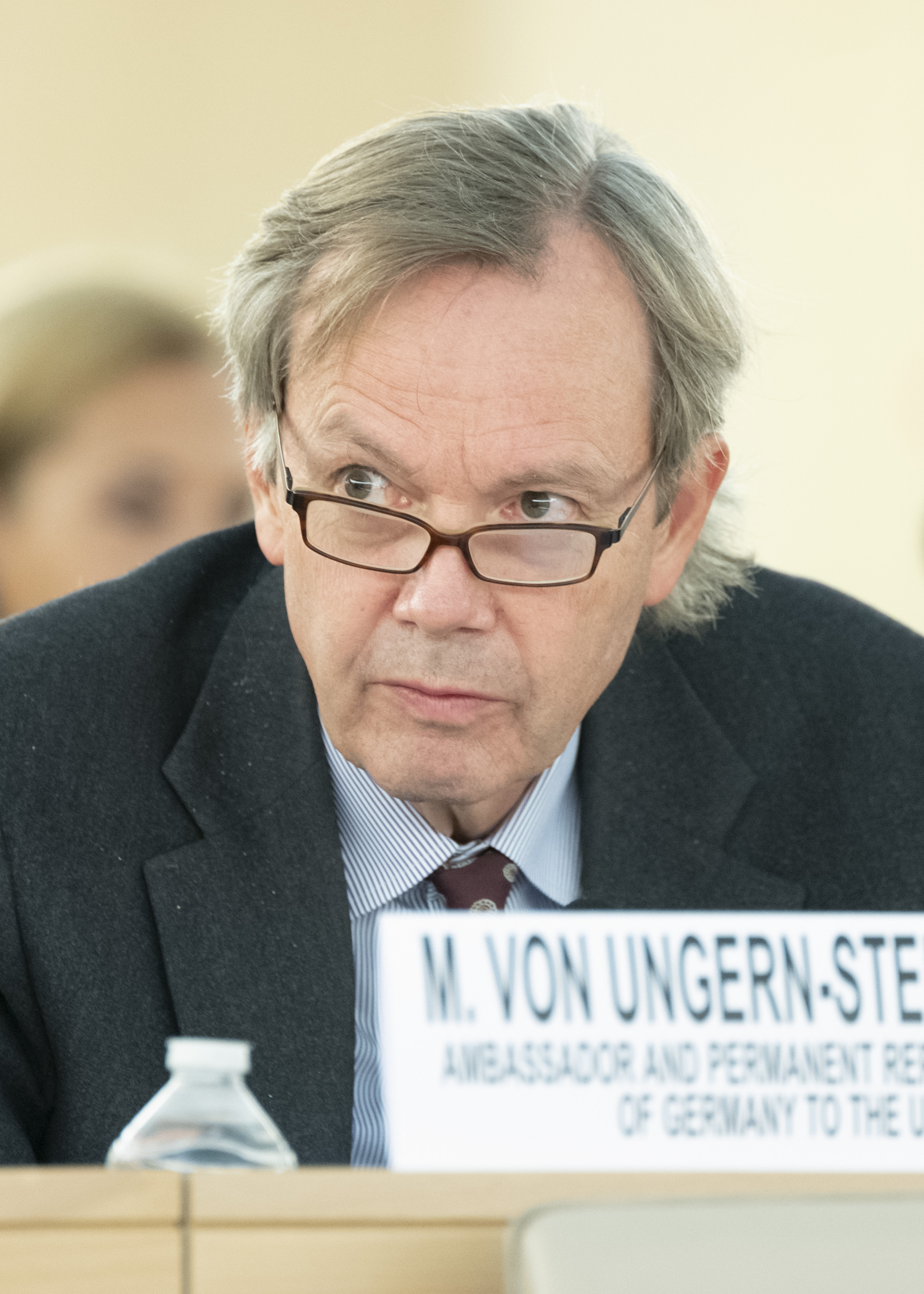
Michael Freiherr von Ungern-Sternberg (2018)

Michael Robert Freiherr von Ungern-Sternberg (* 2. Juli 1955 in Sydney, Australien) ist ein deutscher Diplomat und war ab Juli 2013 Botschafter im Iran. Von 2016 bis 2018 war er Botschafter in Indonesien und Osttimor. Danach war er bis Mitte 2021 Botschafter an der Ständigen Vertretung Deutschlands bei den Vereinten Nationen in Genf.

## Leben
Ungern-Sternberg wurde als Sohn des Juristen und Botschafters Renauld (Reinhold) v. Ungern-Sternberg (1908–1991) und dessen Frau Sophie, geb. Freiin v. Ungern-Sternberg (1922–1972) in Sydney geboren, als sein Vater dort für den auswärtigen Dienst der Bundesrepublik Deutschland tätig war. Der Diplomat entstammt dem Adelsgeschlecht der Freiherrn von Ungern-Sternberg, absolvierte nach dem Abitur ein Studium der Rechtswissenschaften und legte 1981 das Zweite Juristische Staatsexamen ab.
1982 trat er in den Auswärtigen Dienst ein und absolvierte bis 1984 seine Attachéausbildung. Nach einer darauf folgenden Verwendung als Referent für EG-Angelegenheiten im Auswärtigen Amt in Bonn war er zwischen 1986 und 1989 Zweiter Sekretär an der Botschaft in Marokko sowie danach stellvertretender Leiter des Generalkonsulats in Leningrad.
1992 wurde Freiherr von Ungern-Sternberg Botschaftsrat an der Ständigen Vertretung der Bundesrepublik Deutschland bei der Europäischen Union in Brüssel, ehe er zwischen 1995 und 1998 Referent für EU-Angelegenheiten im Auswärtigen Amt und
beim Bundestag war. Nach einer anschließenden Verwendung von 1998 bis 2002 als Referatsleiter für die EU-Erweiterung im Auswärtigen Amt, war er zwischen 2002 und 2006 Leiter der Politischen Abteilung an der Ständigen Vertretung der
Bundesrepublik Deutschland bei den Vereinten Nationen in New York City und im Anschluss noch für ein Jahr stellvertretender Leiter der Ständigen Vertretung der Bundesrepublik Deutschland bei den Vereinten Nationen in New York City.
Nach seiner Rückkehr war Freiherr von Ungern-Sternberg von 2007 bis 2009 Beauftragter für die Vereinten Nationen im Auswärtigen Amt in Berlin und wurde danach im Dezember 2009 Leiter der Abteilung für die Vereinten Nationen und Globale Fragen im Auswärtigen Amt.
Im Juli 2013 wurde Freiherr von Ungern-Sternberg Botschafter der Bundesrepublik Deutschland im Iran und damit Nachfolger des in den Ruhestand getretenen Bernd Erbel. Im November 2013 äußerte er seine Hoffnung auf eine Vereinbarung zum Atomprogramm mit dem Iran bei den Gesprächen in Genf.
Von September 2016 bis August 2018 war Freiherr von Ungern-Sternberg Botschafter der Bundesrepublik Deutschland in Indonesien und Osttimor. Danach wechselte er als Botschafter an die Ständige Vertretung Deutschlands bei den Vereinten Nationen in Genf, wo er Mitte 2021 von Katharina Stasch abgelöst wurde.

## Weblink
Lebenslauf (Internet Archive). In: Internet Archive: Webseite der Vertretungen Deutschlands in Genf. Abgerufen am 29. Oktober 2019.